# Admiraliteit (Sint-Petersburg)

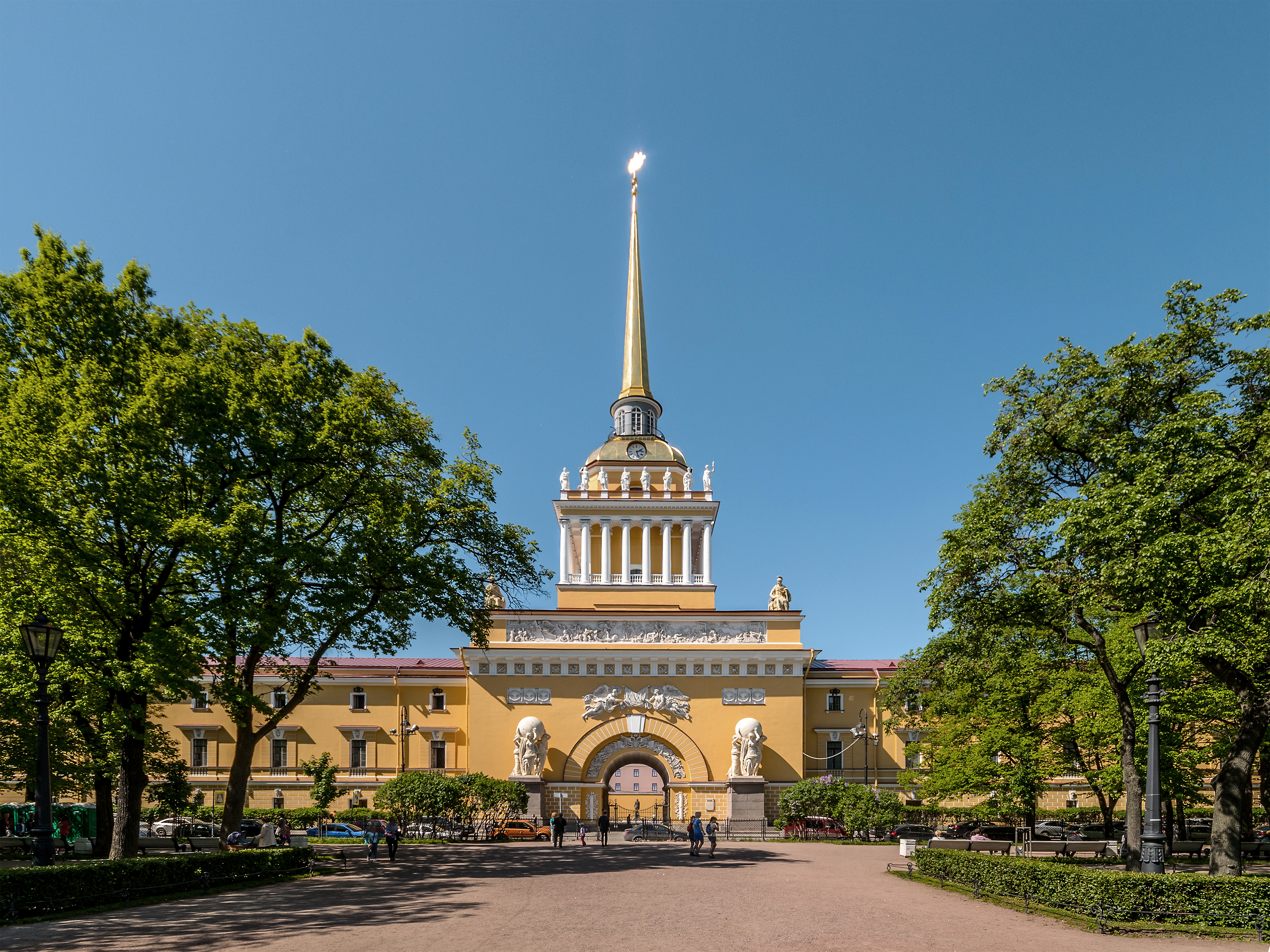
Admiralteitstoren (1806-23)

De Admiraliteit (Russisch: Admiraltejstvo; Адмиралтейство) werd begin 19e eeuw gebouwd in opdracht van tsaar Alexander I en ontworpen door de architect Andrejan Zacharov. Het staat op de locatie van de eerste scheepswerf in Sint-Petersburg. Het gebouw is voornamelijk gebruikt als hoofdkwartier voor de marine. Het gebouw ligt prominent in het centrum van de stad aan het begin van de Nevski Prospekt.
Het gebouw staat op de plaats van de eerste scheepswerf in Sint-Petersburg. Peter de Grote had grote maritieme ambities en een werf voor de bouw van oorlogsschepen was hiervoor noodzakelijk. De militaire dreiging vanuit Zweden maakte de bouw van verdedigingswerken noodzakelijk. De werf werd aan drie zijden afgesloten met een aarden wal en natte gracht en alleen aan de zijde van de Neva was het terrein open. In de wal waren vijf bastions verwerkt, deze waren van hout. De eerste schepen werden in 1706 te water gelaten.
Bijna een eeuw later stelde tsaar Alexander I de architect Andrejan Zacharov aan om een nieuw gebouw te ontwerpen. Tussen 1806 en 1824 werd gewerkt aan het gebouw, dat aan de zuidkant van de werf kwam te staan. Zacharov stierf in 1811, maar de bouw werd afgemaakt op basis van zijn neoclassicistische ontwerp. De gevel is zo’n 400 meter lang en in het midden staat een toegangspoort met een gouden spits. De spits is 73 meter hoog en bovenaan staat een windvaan in de vorm van een klein schip, de Korablik, dat van Peter de Grote is geweest.
In 1840 was de scheepswerf verhuisd naar een nieuwe locatie verder stroomafwaarts. Rond 1870 waren de dokken dichtgegooid en de scheepshellingen en gebouwen afgebroken. De open ruimte werd bebouwd met huizen. Er kwamen musea en in 1925 verhuisde het hoofdkwartier van de marine en kwam er een technische school in de gebouwen. Tijdens de Tweede Wereldoorlog werd het gebouw zwaar beschadigd door artilleriebeschietingen en luchtaanvallen.
De Admiraliteit is het voormalige hoofdkwartier van de Russische Keizerlijke Marine en van de Sovjetmarine tot 1925. Sinds 2002 is het wederom het hoofdkwartier van de Russische marine.